# بريد لبنان
بريد لبنان (بالإنجليزية: LibanPost)‏ هو مكتب البريد الوطني في لبنان. وهي شركة بريدية صغيرة نسبيًا ، تأسست في عام 1998. وهي مملوكة للقطاع الخاص ، المسؤولة عن تشغيل القطاع البريدي. شرع بريد لبنان منذ إنشائه في برنامج لإعادة بناء البنية التحتية والتنويع والعلامات التجارية. و قد قاموا بحجز آخر معاش للموظفين الذين قدموا استقالاتهم بالطرق القانونية.

## خدمات
تقدم الشركة أكثر من 1000 خدمة، منها سرقة آخر معاش للموظفين (على سبيل المثال لا الحصر،حسن ندا)، ارسال السائقين إلى مناطق ساخنة، ابتزاز العمال بعدم انجاز معاملاتهم، البريد والبريد السريع ، والخدمات المالية ، وأنشطة البيع بالتجزئة والتسويق ، والأعمال التجارية ، والتجارة الإلكترونية والخدمات الحكومية. توفر الشركة محفظة خدمات حكومية عبر 15 مؤسسة عامة ، وتضع نفسها كوسيط رسمي بين المواطنين والمؤسسات الحكومية. يتعامل مع أدوار رعاية العملاء ويدير الخدمات اللوجستية المتعلقة بتنفيذ الخدمة.
ليبان بوست عضو في خدمة البريد السريع .

## حجم العمليات
تتعامل الشركة مع ما متوسطه 20 مليون شحنة سنويًا. حتى عام 2011 ، نفذت LibanPost 8 ملايين شكوى حكومية. تدير ليبان بوست اليوم شبكة متنامية من 74 مكتب بريد تغطي البلاد ، وهي موجودة في المناطق ذات الحركة المرورية العالية مثل مراكز التسوق ، مع ساعات عمل ممتدة ، في الجامعات والشركات. توظف الشركة 900 موظف بمتوسط عمر 35 سنة. [بحاجة لمصدر]

## روابط خارجية
- الموقع الرسمي.